# Adams (hrabstwo Adams)
Adams – miejscowość w Stanach Zjednoczonych, w stanie Wisconsin, w hrabstwie Adams.